# Psammodromus
Psammodromus (gr. "que corre per la sorra") és un  gènere de sauròpsid (rèptil) escatós de la  família Lacertidae.

## Taxonomia
- Psammodromus algirus, Linnaeus, 1758.
- Psammodromus blanci, Lataste, 1880.
- Psammodromus hispanicus, Fitzinger, 11826.
- Psammodromus jeanneae, Busack, Salvador y Lawson, 2006.
- Psammodromus manuelae, Busack, Salvador y Lawson, 2006.
- Psammodromus microdactylus, Boettger, 1881.